# MBK Industrie
M.B.K. Industrie (abgekürzte Schreibweise der Firma und Marke: MBK) ist ein französischer Hersteller von Motorrollern, Elektro-Mofas und -Fahrrädern. MBK Industrie ist ein Tochterunternehmen des Motorradherstellers Yamaha.

## Geschichte
Der frühere Motorradhersteller Motobécane wurde nach seinem Konkurs 1984 von Yamaha gekauft und firmiert seither unter der Marke MBK.

## Modelle
MBK bietet Motorroller bis 400 cm³ sowie Elektro-Mofas und -Fahrräder an. Die Modelle von MBK und Yamaha haben überwiegend die gleiche technische Basis, manche Modelle sind sogar baugleich. So entspricht beispielsweise der 50 cm³-Roller MBK Nitro dem Yamaha Aerox oder der MBK Ovetto dem Yamaha Neos. Zudem produziert MBK das Leichtkraftrad Yamaha YZF-R125, das ausschließlich unter der Marke Yamaha verkauft wird. Seit 2016 wird die Yamaha XSR 700 von MBK produziert.

## Markt
MBK vertreibt seine Produkte überwiegend in Frankreich und Belgien, bis 2006 wurden MBK-Fahrzeuge in Deutschland über das Yamaha-Händlernetz vertrieben.